# タカンボースキー場
タカンボースキー場（タカンボースキーじょう）は、富山県南砺市西赤尾町にあるスキー場である。

## 概要
旧上平村が国道304号五箇山トンネル開通を機に冬季観光開発（冬の観光客やスキー客を誘致）を目指して、1986年（昭和61年）5月よりタカンボウ山の北側斜面に整備し、1987年（昭和62年）12月18日にオープンした。工費は約4億3,000万円。現在は南砺市が所有、指定管理者として上平観光開発株式会社が運営している。
タカンボースキー場の斜面は五箇山で最も歴史ある真宗寺院の赤尾行徳寺の裏手にあり、スキー場の斜面は1908年（明治41年）に行徳寺によって開拓された農地を転用したものである。スキー場からは人形山など1,000 - 1,700m級の山々、足元には庄川峡が一望できる。
スノーボードは全面滑走可能。クロスカントリーコース、そりコースも設置されている。ナイター営業は実施していない。人工降雪機は未設置。

## コース
3基のリフトにより、4本のコースが設置されている。なお、開業当時は2基であった。
- 第1ペアリフト（540m）
- 第2ペアリフト（470m）
- 第3ペアリフト（400m）

## 施設
- レストハウス・どんぐりの館（2階建て[4]）
- 駐車場800台（無料・24時間）

## 交通アクセス
自動車
- 東海北陸自動車道 五箇山ICより約5分[2][6]。
  - 富山県内では高速道路のインターチェンジから最も近いスキー場となっている。